# Wapen van Jurbeke

Wapen van Jurbeke.

Het wapen van Jurbeke is het heraldisch wapen van de gemeente Jurbeke in de Belgische provincie Henegouwen. Het wapen werd op 30 april 1999 voor het eerst aan de gemeente Jurbeke toegekend.

## Geschiedenis
Het gemeentewapen van Jurbeke is net zoals dat van Lens gebaseerd op het wapen van de heerlijkheid Lens. Toen de gemeenteraad in 1965 voor het eerst een aanvraag indiende om als gemeentewapen drie zilveren leeuwen op een veld van keel met in het midden een hoofdletter J te krijgen, werd dit niet goedgekeurd. Dit wapen zou pas in 1999 aan de in 1977 ontstane fusiegemeente Jurbeke, met als deelgemeenten Jurbeke, Erbaut, Erbisœul, Herchies, Masnuy-Saint-Jean en Masnuy-Saint-Pierre, worden toegekend. "Van keel met drie leeuwen van zilver, geklauwd, getongd en gekroond van goud" was in 1294 reeds het wapen dat werd gevoerd door Jan III van Lens, heer van Lens en Herchies. Vandaar dat ook dat de voormalige gemeente Herchies, net als Masnuy-Saint-Jean een variant van dit wapen voerde (Herchies met een gestileerde H in het midden, Masnuy-Saint-Jean gebruikte het wapen zonder meer), wat mogelijk de Heraldische Raad deed besluiten het wapen nu toch toe te kennen. De gestileerde hoofdletter J is het enige element in dit wapen dat doet onderscheiden van het wapen van Lens.

## Blazoenering
De huidige blazoenering is:

De gueules à trois lions rampants d’argent armés, lampassés et couronnés d’or, brisé d’une initiale J d’argent posée en abyme.
Van keel met drie leeuwen van zilver, geklauwd, getongd en gekroond van goud, gebroken door een initiaal J van zilver in het hartschild.
— Ministerieel Besluit van 30 april 1999.

## Verwante wapens

Wapen van Chièvres.
Wapen van Denderleeuw.
Wapen van Gavere.
Wapen van Lens.